# 治平龍応
治平龍応（ちへいりゅうおう、Trị Bình Long Ứng、チビンロンウン）は、ベトナム・李朝の高宗李龍𣉙の治世で使われた元号。1205年旧3月 - 1210年。

## 西暦等との対照表
| 治平龍応 | 元年     | 2年     | 3年     | 4年      | 5年     | 6年     |
| 西暦     | 1205年   | 1206年  | 1207年  | 1208年   | 1209年  | 1210年  |
| 干支     | 乙丑     | 丙寅    | 丁卯    | 戊辰     | 己巳    | 庚午    |
| 南宋     | 開禧元年 | 開禧2年 | 開禧3年 | 嘉定元年 | 嘉定2年 | 嘉定3年 |